# Ostrá Kečka
Ostrá Kečka (też: Ostrá Kačka; 938 m n.p.m.) – szczyt w Górach Strażowskich w zachodniej Słowacji, w tej ich części, którą Słowacy wyróżniają jako Zliechovská hornatina.
Leży w grzbiecie ograniczającym od północnego zachodu dolinę górnego toku Rajčanki, pomiędzy szczytem Sádocký vrch (977 m n.p.m.) na północnym wschodzie a szczytem Hrubá Kečka (1037 m n.p.m.) na południowym zachodzie. Wznosi się niespełna 4,5 km na północny wschód od Čičman i ok. 3 km na południe od miejscowości Čelkova Lehota. Przez szczyt biegnie granica między krajem żylińskim (na południowym wschodzie) i krajem trenczyńskim (na północnym zachodzie).
Masyw w większości budują wapienie tzw. strażowskie, pochodzące ze środkowego triasu (anizyk), jedynie w niższych położeniach na stokach południowo-wschodnich spotkamy pas dolomityów tzw. wettersteinskie z triasu środkowego i młodszego.
Stoki południowo-wschodnie w dolnych partiach bardzo strome, pozostałe znacznie łagodniejsze. Kopuła szczytowa nieco spłaszczona, lokalnie słabo rozczłonkowana drobnymi formami terenowymi. W grzbiecie biegnącym ku wschodowi, w odległości ok. 700 m drugi, niższy (ok. 920 m n.p.m.) wierzchołek. Masyw prawie w całości porośnięty jest lasami. Wierzchołek zalesiony, bez widoków.
Grzbietem przez szczyt biegnie granica Obszaru Chronionego Krajobrazu Gór Strażowskich, obejmującego południową część (ok. 1/4 całości) stoków góry.
Po obu stronach grzbietu, łączącego szczyty Ostrá i Hrubá Kečka, mniej więcej w połowie odległości między nimi, na wysokości ok. 850 m n.p.m. znajduje się kilka jaskiń, w tym po stronie północno-zachodniej Priepasť medzi Kačkami, znana też pod nazwą „Kortmanka”.
Przez szczyt nie biegnie żaden znakowany szlak turystyczny. Zachodnie stoki góry na wysokości ok. 820–830 m n.p.m. trawersuje zielono  znakowany szlak turystyczny spod szczytu Strážova w do miejscowości Pružina.